# Блечји Врх
Блечји Врх (словен. Blečji Vrh, познато и као Блеч Врх) насеље у општини Гросупље у централној Словенији покрајина Долењска. Општина припада регији Средишња Словенија.
Налази се на надморској висини 547,5 м, површине 2,54 км². Приликом пописа становништва 2002. године насеље је имало 50 становника.

## Културно наслеђе
Локална црква посвећена Светом Бенедикту припада парохији Полице. То је романичка зграда из 13. века која је проширена у 18. и 19. веку..